# A Box of Dreams
A Box of Dreams là một box set của ca sĩ kiêm sáng tác nhạc người Ireland Enya, phát hành ngày 	1 tháng 12 năm 1997 bởi Warner Music Group. Bộ đĩa cũng được ra mắt cùng thời điểm với album tuyển tập đầu tiên của cô Paint the Sky with Stars – The Best of Enya, vốn được phát hành vào tháng trước. A Box of Dreams gồm 3 đĩa phiên bản giới hạn, với 46 bài hát trích từ bốn album phòng thu của nữ ca sĩ Enya (1987), Watermark (1988), Shepherd Moons (1991), The Memory of Trees (1995), cũng như Paint the Sky with Stars. Mỗi đĩa được sắp xếp theo chủ đề khác nhau: "Oceans" tập hợp những bài hát tiết tấu nhanh, "Clouds" với những bản piano không lời và "Stars" bao gồm những bản ballad chậm và thiên về nhạc khí.
Ngoài ra, bộ đĩa còn kèm theo bốn bản nhạc mặt B: "Oriel Window", "Morning Glory", "Willows on the Water" và "Eclipse". Phông chữ thư pháp và thiết kế của A Box of Dreams được thực hiện bởi Brody Neuenschwander. Năm 2023, box set được phát hành lại với một phiên bản 6 đĩa than, bên cạnh những ghi chú mới từ Enya.

## Danh sách bài hát

### Đĩa 1: Oceans
| STT | Nhan đề            | Album                    | Thời lượng |
| --- | ------------------ | ------------------------ | ---------- |
| 1.  | "Orinoco Flow"     | Watermark                | 4:26       |
| 2.  | "Caribbean Blue"   | Shepherd Moons           | 3:58       |
| 3.  | "Book of Days"     | Shepherd Moons           | 2:57       |
| 4.  | "Anywhere Is"      | The Memory of Trees      | 3:46       |
| 5.  | "Only If..."       | Paint the Sky with Stars | 3:20       |
| 6.  | "The Celts"        | Enya/The Celts           | 2:57       |
| 7.  | "Cursum Perficio"  | Watermark                | 4:05       |
| 8.  | "I Want Tomorrow"  | Enya/The Celts           | 4:02       |
| 9.  | "China Roses"      | The Memory of Trees      | 4:38       |
| 10. | "Storms in Africa" | Watermark                | 4:12       |
| 11. | "Pax Deorum"       | The Memory of Trees      | 5:00       |
| 12. | "The Longships"    | Watermark                | 3:34       |
| 13. | "Ebudæ"            | Shepherd Moons           | 1:52       |
| 14. | "On My Way Home"   | The Memory of Trees      | 3:38       |
| 15. | "Boadicea"         | Enya/The Celts           | 3:32       |

### Đĩa 2: Clouds
| STT | Nhan đề                      | Album                                                                                   | Thời lượng |
| --- | ---------------------------- | --------------------------------------------------------------------------------------- | ---------- |
| 1.  | "Watermark"                  | Watermark                                                                               | 2:29       |
| 2.  | "Portrait (Out of the Blue)" | Enya/The Celts                                                                          | 3:15       |
| 3.  | "Miss Clare Remembers"       | Watermark                                                                               | 1:57       |
| 4.  | "Shepherd Moons"             | Shepherd Moons                                                                          | 3:41       |
| 5.  | "March of the Celts"         | Enya/The Celts                                                                          | 3:20       |
| 6.  | "Lothlórien"                 | Shepherd Moons                                                                          | 2:09       |
| 7.  | "From Where I Am"            | The Memory of Trees                                                                     | 2:25       |
| 8.  | "Afer Ventus"                | Shepherd Moons                                                                          | 4:09       |
| 9.  | "Oriel Window"               | Mặt B của "Caribbean Blue" (Vương quốc Anh), "Book of Days" (Nhật Bản) và "Anywhere Is" | 2:24       |
| 10. | "River"                      | Watermark                                                                               | 3:11       |
| 11. | "Tea-House Moon"             | The Memory of Trees                                                                     | 2:45       |
| 12. | "Willows on the Water"       | Mặt B của "Only If..."                                                                  | 3:03       |
| 13. | "Morning Glory"              | Mặt B của "Evening Falls..."                                                            | 2:30       |
| 14. | "No Holly for Miss Quinn"    | Shepherd Moons                                                                          | 2:45       |
| 15. | "The Memory of Trees"        | The Memory of Trees                                                                     | 4:18       |

### Đĩa 3: Stars
| STT | Nhan đề                    | Album                                     | Thời lượng |
| --- | -------------------------- | ----------------------------------------- | ---------- |
| 1.  | "Evening Falls..."         | Watermark                                 | 3:48       |
| 2.  | "Paint the Sky with Stars" | Paint the Sky with Stars                  | 4:18       |
| 3.  | "Angeles"                  | Shepherd Moons                            | 4:03       |
| 4.  | "Athair Ar Neamh"          | The Memory of Trees                       | 3:44       |
| 5.  | "La Soñadora"              | The Memory of Trees                       | 3:40       |
| 6.  | "Aldebaran"                | Enya/The Celts                            | 3:08       |
| 7.  | "Deireadh an Tuath"        | Enya/The Celts                            | 1:46       |
| 8.  | "Eclipse"                  | Mặt B của "The Celts" và "On My Way Home" | 1:34       |
| 9.  | "Exile"                    | Watermark                                 | 4:20       |
| 10. | "On Your Shore"            | Watermark                                 | 3:59       |
| 11. | "Evacuee"                  | Shepherd Moons                            | 3:52       |
| 12. | "Marble Halls"             | Shepherd Moons                            | 3:57       |
| 13. | "Hope Has a Place"         | The Memory of Trees                       | 4:51       |
| 14. | "The Sun in the Stream"    | Enya/The Celts                            | 2:58       |
| 15. | "Na Laetha Geal M'óige"    | Watermark                                 | 3:59       |
| 16. | "Smaointe..."              | Shepherd Moons                            | 6:08       |

## Xếp hạng
| Bảng xếp hạng (1997) | Vị trí cao nhất |
| -------------------- | --------------- |
| Album Úc (ARIA)      | 199             |

## Lịch sử phát hành
| Khu vực | Ngày              | Định dạng             | Phiên bản      | Hãng đĩa     |
| ------- | ----------------- | --------------------- | -------------- | ------------ |
| Nhiều   | 1 tháng 12, 1997  | CD cassette           | Đầy đủ         | WEA          |
| Nhiều   | 28 tháng 8, 2020  | tải nhạc số streaming | Oceans         | Warner Music |
| Nhiều   | 18 tháng 9, 2020  | tải nhạc số streaming | Clouds         | Warner Music |
| Nhiều   | 23 tháng 10, 2020 | tải nhạc số streaming | Stars          | Warner Music |
| Nhiều   | 23 tháng 6, 2023  | LP                    | Đầy đủ (6 đĩa) | Warner Music |